# Eustache de Saint Pierre (sculpture)
Pour les articles homonymes, voir Eustache de Saint Pierre.
 (décembre 2020).
Si vous disposez d'ouvrages ou d'articles de référence ou si vous connaissez des sites web de qualité traitant du thème abordé ici, merci de compléter l'article en donnant les références utiles à sa vérifiabilité et en les liant à la section « Notes et références ».
Eustache de Saint Pierre est une sculpture d'Auguste Rodin, qui se trouve actuellement au musée Soumaya de Mexico. Elle a été conçue entre 1885 et 1886 dans le cadre du groupe Les Bourgeois de Calais. Les autres figures du groupe (Jean de Fiennes, Pierre de Wissant, Jacques de Wissant, Jean d'Aire et Andrieu d'Andres) ont également été coulées en tant que figures individuelles.
Dans la première maquette de Rodin pour le projet, la figure d'Eustache de Saint Pierre (le plus ancien des bourgeois) occupait une position dominante au sein du groupe, portant les clés de la ville. La deuxième maquette montrait toujours l'ensemble du groupe et avait toujours Saint Pierre au premier rang, mais sa pose avait été modifiée pour montrer ses bras baissés et son corps penché vers l'avant. Cependant, la commission qui supervise la commande a rejeté cette pose, car elle ne souhaitait pas que Saint Pierre soit montré déprimé.
Rodin a également réalisé des modèles de nus des différentes figures - cette œuvre en fait partie. Il a également réalisé des études de la tête et des mains. Pour la figure de Saint Pierre, le modèle de tête était le peintre Jean-Charles Cazin, originaire du Pas-de-Calais - les pseudo-sciences du XIXe siècle, comme la physiognomonie, considéraient que chaque région avait un ensemble spécifique de traits du visage. Bien que vêtu d'une robe et avec une corde autour du cou, la figure de Saint Pierre dans le groupe final est par ailleurs presque identique au modèle.